# سولاسودین
سولاسودین (به انگلیسی: Solasodine) یک ترکیب شیمیایی با شناسه پاب‌کم ۴۴۲۹۸۵ است.